# Мохаммед Алію
Мохаммед Гої Алію (англ. Mohammed Goyi Aliyu, 12 лютого 1993, Кача, Нігерія) — нігерійський футболіст, захисник клубу «Саксан».

## Клубна кар'єра
Вихованець «Лайма праймарі скул». У 2008 році приєднався до «Нігер Торнадос», у складі якого дебютував у професіональному футболі. У січні 2011 року покинув Нігерію і підписав контракт з командою Прімери «Вільярреал», але грав в основному за молодіжний склад цієї команди. 13 грудня 2011 року перейшов у команду української Прем'єр-ліги «Таврія». Спочатку футболіст грав у молодіжній команді сімферопольців. У вищому дивізіоні дебютував 29 вересня 2013 року у Львові проти «Карпат», ставши 308-им футболістом, який зіграв за «Таврію» в чемпіонатах України з 1992 року.
27 липня 2014 року нігерійський захисник підписав контракт з дебютантом молдавської вищої ліги «Саксан» з Чадир-Лунгі.

## Кар'єра у збірній
У складі юнацької (U-17) збірної команди Нігерії Алію ставав срібним призером домашнього чемпіонату світу. На турнірі зіграв в 7 матчах, в тому числі і в фіналі. 12 квітня 2011 року тренер нігерійської молодіжки Джон Обух викликав Алію для участі в Кубку Африки в ПАР.

## Титули і досягнення
- Чемпіон Африки (U-20): 2011